# 黄州駅
黄州駅（ファンジュえき）は、朝鮮民主主義人民共和国黄海北道黄州郡黄州邑にある朝鮮民主主義人民共和国鉄道省の駅である。

## 概要
1906年の京義線（現在の平釜線）および兼二浦線（現在の松林線）の開通と同時に黄州駅という駅名で開業したが、日本統治時代に入って全羅南道光州府（今の光州広域市）の光州駅（こうしゅうえき）と発音が同じという理由で、黄海黄州駅に改称された。8.15光復の時に駅名を黄州駅に戻された。

## 乗り入れ路線
平釜線と松林線の2路線が当駅に乗り入れており、分岐駅となっている。

## 駅構造
島式ホーム1面2線、単式ホーム1面1線の計2面3線のホームを有する地上駅。

## 歴史
- 1906年4月3日：京義線敷設完成[2]。
- 1908年4月1日：正式に旅客営業開始[3][4]。
- 1928年1月1日：黄海黄州駅に改称[5]。
- 1945年：黄州駅に再改称。

## 隣の駅
朝鮮民主主義人民共和国鉄道省
平釜線
キンドゥン駅 - 黄州駅 - 沈村駅
松林線
黄州駅 - 長川里駅